# Bjørge Lillelien
Roar Bjørge Lillelien (født 29. marts 1927 i Slemmestad i Røyken kommune, død 26. oktober 1987 i Oslo) var journalist og sportskommentator hos NRK fra 1957 til sin død.
Han har været karakteriseret som "en av de fremste sportskommentatorene gjennom tidene" (norsk).
Lillelien tog 1945 til USA og studerede journalistik i to år ved Northwestern University i Chicago, hvorefter han arbejdede et par år for aviser i USA, blandt andet Nordisk Tidende i Brooklyn, New York.
Tilbage i Norge blev han 1960 den første egentlige sportskommentator hos NRK (Norsk rikskringkasting), hvor han skulle dække langrend og skihop om vinteren og friidræt og fodbold om sommeren.
Lilleliens måde at kommentere på blev efterhånden så populær, at folk slog lyden på fjernsynet fra for at høre hans reportage på radioen, og han blev især kendt for sit udbrud da Norge slog England 2-1 i en VM-kvalifikationskamp på Ullevaal Stadion i Oslo den 9. september 1981. Udsendelsen er optaget på listen over Norges 'Dokumentarv' og som nr. et på The Guardians Greatest bits of commentary.
(norsk): "Der blåser han! Der blåser han! Norge har slått England 2-1 i fotball! Vi er best i verden! Vi er best i verden! Vi har slått England 2-1 i fotball! Det er aldeles utrolig! Vi har slått England! England, kjempers fødeland – Lord Nelson, Lord Beaverbrook, Sir Winston Churchill, Sir Anthony Eden, Clement Attlee, Henry Cooper, Lady Diana, vi har slått dem alle sammen, vi har slått dem alle sammen. Maggie Thatcher, can you hear me? Maggie Thatcher, jeg har et budskap til deg midt under valgkampen, jeg har et budskap til deg: Vi har slått England ut av verdensmesterskapet i fotball. Maggie Thatcher, som de sier på ditt språk i boksebarene rundt Madison Square Garden i New York: –Your boys took a hell of a beating! Your boys took a hell of a beating! Maggie Thatcher: Norge har slått England i fotball! Vi er best i verden!" – Af radiokommentator Bjørge Lillelien, 9. september 1981
Oversat til dansk: "Han fløjter af! Der fløjter han af! Norge har slået England 2-1 i fodbold! Vi er de bedste i verden! Vi er de bedste i verden! Vi har slået England 2-1 i fodbold! Det er helt utroligt! Vi har slået England! England, kæmpers fødeland – Lord Nelson, Lord Beaverbrook, Sir Winston Churchill, Sir Anthony Eden, Clement Attlee, Henry Cooper, Lady Diana, vi har slået dem alle, vi har slået dem alle. Maggie Thatcher, kan du høre mig? Maggie Thatcher, jeg har en besked til dig midt i valgkampen, jeg har en besked til dig: Vi har slået England ud af verdensmesterskabet. Maggie Thatcher, som de siger på dit sprog i boksebarerne omkring Madison Square Garden i New York: – Your boys took a hell of a beating! Your boys took a hell of a beating! Maggie Thatcher: Norge har slået England i fodbold! Vi er de bedste i verden! " –
På trods af Lilleliens udråbning af Norge, som de bedste i verden gik Norges fodboldlandshold endte de dog kun som som nr. 5 i deres kvalifikationspulje og kvalificerede sig dermed ikke til VM i fodbold 1982 i Spanien.
Der er især to dele af Lilleliens sejrsudbrud der har vist sig egnede til genbrug enten før eller efter en begivenhed: opremsningen af kendte navne og variationer over '.. a hell of a beating!'
Bjørge Lillelien døde 1987 på det norske Rikshospitalet, 60 år gammel. Det blev markeret med to minutters stilhed før den følgende landskamp mod DDR gik i gang.